# Aethiothemis palustris
Aethiothemis palustris é uma espécie de libelinha da família Libellulidae.
Pode ser encontrada nos seguintes países: Costa do Marfim, Gana, Guiné, Guiné-Bissau, Mali, Nigéria, possivelmente Etiópia e possivelmente em Uganda.